# فيكتوريا خيمينيز كاسينتسيفا
فيكتوريا خيمينيز كاسينتسيفا (مواليد 9 أغسطس 2005) لاعبة تنس أندورية ناشئة فازت بلقب فردي سيدات في بطولة أستراليا المفتوحة لعام 2020 ، عندما تغلبت على فيرونيكا بازاك في النهائي. كان أول ظهور لها مع الناشئين في جراند سلام ، وكانت أصغر لاعبة في القرعة. حازت على تصنيف عالي المستوى 406 في الفردي ، تم تحقيقه في 23 أغسطس 2021 ، و 722 في الزوجي ، تم تعيينه في 23 أغسطس 2021. لقد ظهرت لأول مرة في سحب WTA الرئيسي في بطولة موتوا مدريد المفتوحة لعام 2021 كبديل ، أيضًا أصغر وأول لاعب من أندورا يظهر في قرعة اتحاد لاعبات التنس المحترفات الرئيسي ، حيث خسرت في الجولة الأولى أمام كيكي بيرتنز.